# (418) Алеманния
(418) Алеманния (нем. Alemannia) — астероид главного пояса, который принадлежит к спектральному классу M. Он был открыт 7 сентября 1896 года немецким астрономом Максом Вольфом в обсерватории Хайдельберг и назван в честь студенческого братства в Гейдельбергском университете.

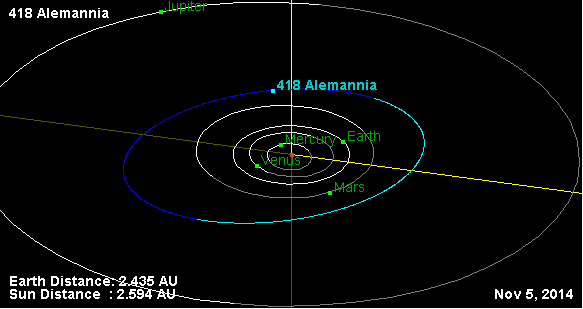
Орбита астероида Алеманния и его положение в Солнечной системе